# Danh sách câu lạc bộ bóng đá ở São Tomé và Príncipe
Đây là danh sách không đầy đủ các câu lạc bộ bóng đá ở São Tomé và Príncipe.
Về danh sách đầy đủ, xem Thể loại:Câu lạc bộ bóng đá São Tomé và Príncipe

## Từ khóa
| Từ khóa thay đổi hạng đấu                                                                                      |
| --- |
| Câu lạc bộ mới                                                                                                 |
| Câu lạc bộ thăng hạng cao hơn, vô địch hoặc á quân của giải khu vực giành quyền tham gia Giải vô địch quốc gia |
| Câu lạc bộ chuyển giữa các hạng đấu cùng cấp độ                                                                |
| Câu lạc bộ bỏ giải hoặc tự giáng xuống cấp độ thấp hơn                                                         |
| Câu lạc bộ xuống hạng thấp hơn                                                                                 |
| Hạng thấp nhất chứa một hạng đấu                                                                               |

## 0-9
| Câu lạc bộ                    | Địa điểm               | Giải đấu/Hạng đấu (Khu vực)        | Cấp độ | Thay đổi từ 2015                     |
| ----------------------------- | ---------------------- | ---------------------------------- | ------ | ------------------------------------ |
| 1o de Maio                    | Nova Estrela           | Príncipe Regional Championships    | 2      |                                      |
| 6 de Setembro                 | Santana                | São Tomé Regional Championships    | –      | Không thi đấu                        |
| Agrosport                     | Monte Café             | São Tomé                           | 1      | Thăng hạng Regional Premier Division |
| FC Aliança Nacional           | Pantufo                | São Tomé Regional Premier Division | 2      |                                      |
| Amador                        | Agostinho Neto         | Sāo Tomé                           | 2      |                                      |
| Andorinha SC                  | Ponta Mina             | São Tomé                           | 2      |                                      |
| Bairros Unidos FC             | Caixão Grande          | São Tomé Regional Premier Division | 2      |                                      |
| Bela Vista                    | Bela Vista             | São Tomé Island League             | –      | Không thi đấu                        |
| Boavista FC de São Tome       | São Tomé               | São Tomé Regional Third Division   | 4      |                                      |
| CD Guadalupe                  | Guadalupe              | Sáo Tomé Regional Second Division  | 3      |                                      |
| UD Correia                    |                        | São Tomé Regional Premier Division | 2      |                                      |
| Cruz Vermelha                 | Almeirim               | São Tomé Regional Third Division   | 4      |                                      |
| Desportivo Condé              |                        | São Tomé Regional Third Division   | 4      |                                      |
| Desportivo Marítimo           | Micolò                 | São Tomé Regional Second Division  | 3      |                                      |
| Folha Fede                    | Folha Fede             | São Tomé Regional Premier Division | 2      |                                      |
| Inter FC                      | Bom Bom                | São Tomé Regional Premier Division | 2      | Thăng hạng Regional Premier Division |
| Juba Diogo Simão              | Diogo Simão            | São Tomé Regional Second Division  | 3      | Xuống hạng Regional Third Division   |
| Kê Morabeza                   |                        | São Tomé Regional Second Division  | 3      | Thăng hạng Regional Premier Division |
| FC Neves                      | Neves                  | São Tomé Regional Premier Division | 2      | Xuống hạng Regional Premier Division |
| Oque d'El Rey (Oque d'El Rei) | Oque do El Rei         | São Tomé Regional Second Division  | 3      |                                      |
| Os Dinâmicos                  | Folha Fede             | São Tomé Regional Championships    | –      | Không thi đấu                        |
| Os Operários                  | Santo António          | Príncipe Island Championships      | 2      |                                      |
| Ototó                         |                        | São Tomé Regional Third Diviison   | 5      |                                      |
| Palmar                        |                        | São Tomé Regional Championships    | –      | Không thi đấu                        |
| Porto Alegre                  | Porto Alegre           | São Tomé Regional Second Division  | 3      |                                      |
| FC Porto Real                 | Porto Real             | Príncipe Regional Championships    | 2      |                                      |
| Ribeira Peixe                 | Ribeira Peixe          | São Tomé Regional Second Division  | 3      |                                      |
| Santa Margarida               | Santa Margarida        | São Tomé Regional Third Division   | 4      |                                      |
| Santana FC                    | Santana                | São Tomé Regional Premier Division | 2      |                                      |
| Sporting Clube                | Santo António          | Príncipe Island Championships      | 2      |                                      |
| Sporting Clube                | São Tomé               | São Tomé Regional Third Division   | 4      |                                      |
| Sporting Praia Cruz           | Praia Cruz             | São Tomé Premier Division          | 2      |                                      |
| GD Sundy                      | Santo António          | Príncipe Regional Championships    | 2      |                                      |
| Trindade                      | Trindade               | São Tomé Premier Division          | 2      | Thăng hạng Regional Premier Division |
| UDAPB                         | Picão                  | Príncipe Regional Championships    | 2      |                                      |
| UDESCAI                       | Água Izé               | São Tomé Third Division            | 4      |                                      |
| UDRA                          | São João dos Angolares | São Tomé Premier Division          | 2      |                                      |
| Varzim FC                     |                        | São Tomé Third Division            | 2      |                                      |
| Diogo Vaz                     | Diogo Vaz              | São Tomé Third Division            | 2      |                                      |
| Vitória FC                    | Riboque                | São Tomé Premier Division          | 2      |                                      |